# António Raimundo Belo
António Raimundo Belo (Praia da Vitória, 8 de Julho de 1897 — Angra do Heroísmo, 5 de Outubro de 1958), mais conhecido por Raimundo Belo, foi um jornalista e historiador açoriano que se notabilizou pelos seus estudos sobre a genealogia das famílias da ilha Terceira e sobre a história da emigração açoriana para o Brasil.

## Biografia
Primo de Gervásio Lima, foi chefe da secretaria notarial de Angra do Heroísmo. Membro da tertúlia intelectual terceirense da década de 1930, foi contista, jornalista e investigador da história angrense, da genealogia e da história da emigração açoriana para o Brasil.
Colaborou nos principais jornais da Terceira e publicou alguns artigos e contos em revistas portuguesas. Foi um dos fundadores do Instituto Histórico da Ilha Terceira e uma figura activa na vida cultural da ilha Terceira até ao seu falecimento. Foi um dos intelectuais que incentivaram Vitorino Nemésio a publicar os seus primeiros textos.

## Principais obras
- 1928 — Prosas Soltas. Angra do Heroísmo, Livraria Editora Andrade.
- 1934 — Pró-Bem. Angra do Heroísmo, Livraria Editora Andrade.
- 1936 — Caminho da Vida. Angra do Heroísmo, edição do autor.
- 1938 — Da voz que me fala. Angra do Heroísmo, edição do autor.
- 1944 — Candida: story of an Azorian girl. Angra do Heroísmo, ed. do autor.
- 1947 — "Relação dos emigrantes açorianos, de 1771-74, para os Estados do Brasil, extraído do Livro de Registos de passaportes da Capitania-Geral dos Açores". Boletim do Instituto Histórico da Ilha Terceira. Angra do Heroísmo, V- IX e XII.
- 1952 — Brasileiros na ilha Terceira e outras notas genealógicas terceirenses. Instituto Histórico da Ilha Terceira, Angra do Heroísmo.
- 1957 — "Os Avelares nos Açores, no Brasil e na América do Norte (notas histórico-genealógicas)". Boletim do Instituto Histórico da Ilha Terceira, vol. 15, Angra do Heroísmo.